# Srdeční tamponáda
Srdeční tamponáda je život ohrožující stav, kdy tekutina v obalu srdce (osrdečníku) zabraňuje v normální srdeční činnosti. Srdce se nemůže naplnit krví a krevní oběh se hroutí (obstrukční šok). Příčinou naplnění osrdečníku může být krvácení po úrazu (útlak krví) či zánět osrdečníku - perikarditida (útlak zánětlivým výpotkem).
Diagnóza srdeční tamponády je nejsnáze proveditelná ultrazvukem. Za pomoci ultrazvuku je též možné provést odlehčující punkci, nebo drenáž osrdečníku a pacienta zachránit.

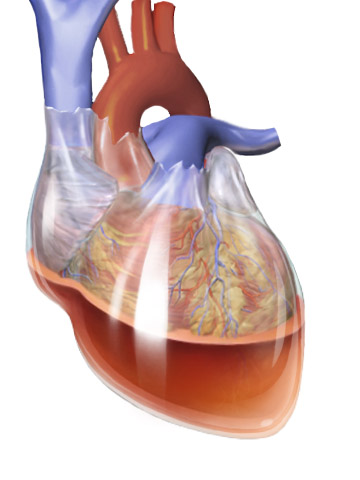
Schema tamponády – naplněný osrdečník znemožňuje volné roztažení srdce
- Ultrazvukový záznam činnosti srdce utlačovaného okolní tekutinou.[1]
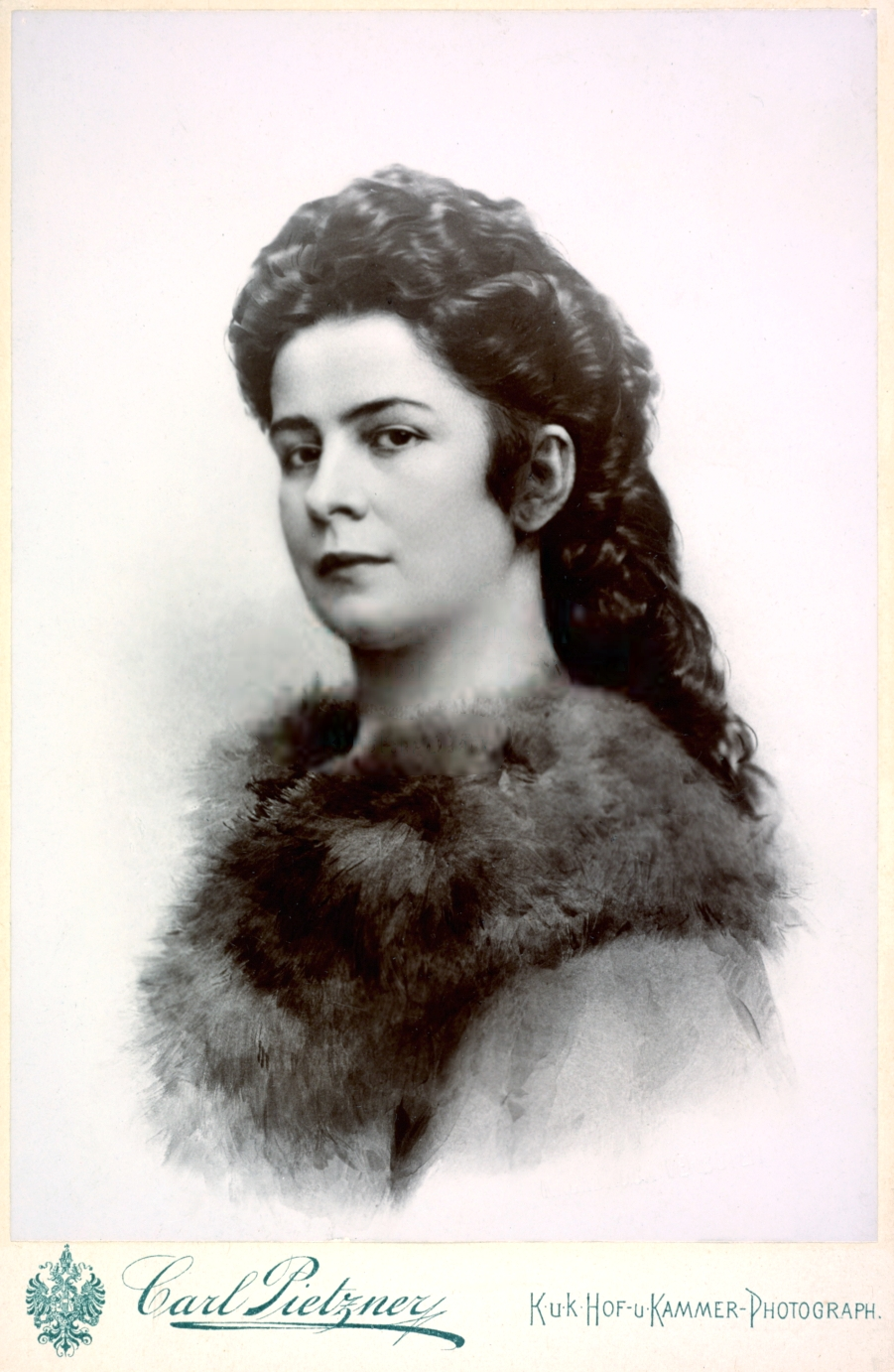
Císařovna Sissi zemřela na srdeční tamponádu